# Lotte Laserstein
Lotte Laserstein (Preussich Holland, Prusia Oriental, actualmente Pasłęk, Polonia, 28 de noviembre de 1898- Kalmar, Suecia,  21 de enero de 1993) fue una pintora y retratista alemana.

## Trayectoria
Nació en un pequeño pueblo de Prusia oriental incorporado luego a Polonia. Se trasladó a Berlín  donde comenzó una brillante carrera en los años veinte. Fue una de las primeras mujeres en acabar sus estudios en la Academia de Arte de dicha ciudad. Se graduó en 1927 y entre sus maestros estaba Erich Wolfsed. Al tener un setenta y cinco por ciento de sangre judía fue apartada del mundo del arte a partir de 1933. Gracias a una exposición realizada en Estocolmo en la Moderne Gallery pudo viajar allí y pedir asilo político. Se convirtió en miembro de la Academia Sueca de las Artes y desarrolló una reputación como  retratista.
Murió  en Kalmar, Suecia, el 21 de enero de 1993.

## Obra
Por su temática y el tipo de figuras que representa está relacionada con la Nueva Objetividad aunque también tiene relación con el  realismo alemán del siglo anterior. Sus obras estaban pobladas de intelectuales como los que se ve en los retratos de Christian Schad, Otto Dix o George Grosz, aunque sus figuras son más plásticas, sin darle tanta importancia al dibujo. Como otras artistas en otras ciudades, como Claude Cahun, Gerda Wegener, Romaine Brooks, o Tamara de Lempicka y en Berlín, Jeanne Mammen, se dedicó a retratar la subcultura lésbica.
Laserstein representó a la nueva mujer, de aspecto andrógino, y así aparece en sus autorretratos. Su modelo favorita fue Traute Rose que aparece en muchas de sus obras.
La obra maestra de Laserstein fue la gran pintura de 1930 Abend über Potsdam (Tarde sobre Potsdam) o El jardín de tejados, Potsdam, un friso de amigos que disfrutan de una cena en la terraza, con el perfil de Potsdam en la distancia lejana. El estado de ánimo es pensativo, lleno de melancolía, y la pintura logra la emoción más honda de todas sus obras.
Su modelo favorita fue su gran amiga Traute Rose que aparece en muchas de sus obras.
Después de la Segunda Guerra Mundial, sus obras consistieron en retratos que carecían del vigor de su primera obra.

## Legado
Laserstein fue redescubierta en 1987, cuando Thomas Agnew and Sons y la Galería Belgrave organizaron una exposición conjunta y la venta de sus obras que había conservado en su colección personal, incluyendo Abend über Potsdam.
En 2003, una gran retrospectiva sobre su trabajo se llevó a cabo en Berlín. La exposición fue titulada Lotte Laserstein (1898–1993)-Meine einzige Wirklichkeit (Mi única realidad) y estuvo acompañada por un catálogo escrito por Anna-Carola Krausse.
En 2017  la galería Agnews realizó la exposición Lotte Laserstein’s Women (Mujeres de Lotte Laserstein) dedicada a las representaciones íntimas y matizadas de las mujeres de Lotte Laserstein.
En 2018 el Schwules Museum de Berlín la incluyó en su exposición de artistas lesbianas Opening lesbians visions.